# Paltul Rinpoche
Paltul Rinpoche (* 1965 in Kham) ist ein tibetischer Geistlicher und Mediziner.

## Leben
Paltul Rinpoche wurde als drittes von vier Kindern 1965 in Kham (Osttibet) geboren. Seine Eltern waren einfache Nomaden des tibetischen Hochlandes. Mit zwanzig Jahren trat er in das Palkey Lachen Kloster ein, einem Kloster der Sakya-Schule. Während einer Pilgerreise lernte er das Palpung Retreat Zentrum kennen (gegründet von Jamgon Kongtrul Lodro Thaye, einem der Großmeister im Tibet des 19. Jahrhunderts) und wurde dort Schüler von Yonten Phuntsok, einem tibetischen Arzt und Schüler von Jamgon Kongtrul Lodro Thaye. Nach Abschluss einer fünfjährigen Lehrzeit sowie weiteren Jahren als „Arzt im Praktikum“ und Assistent von Yonten Phuntsok kehrte Rinpoche schließlich zurück in sein Heimatdorf, heiratete und ließ sich häuslich nieder.
Anfang der 1990er Jahre wurde er von einer Delegation des Pal Demo Tashi Chöling Klosters aus Nangchen gefunden und als Reinkarnation des vierten Pora Tulku Rinpoche anerkannt. Die Hinweise zu seinem Aufenthaltsort hatte der 12. Tai Situ Rinpoche auf Nachfrage in einer Prophezeiung gegeben. So wurde er als fünfter Pora Tulku Rinpoche und rechtmäßiges Oberhaupt des Pal Demo Tashi Chöling Klosters installiert. Vom 17. Gyalwa Karmapa Urgyen Trinley Dorje erhielt er zudem seinen neuen Namen Paltul Rinpoche.
1993 floh er nach Nepal und absolvierte Dreijahresretreats in Pullahari, unter anderem mit Dzogchen Ponlop Rinpoche und Acharya Lama Tenpa Gyaltsen. Im Jahre 1999 übersiedelte er nach New York City, wo er seitdem als praktizierender tibetischer Arzt und Meditationsmeister mit seiner Frau und seinen drei Töchtern lebt.
In Hamburg wurde 2003 unter seiner Schirmherrschaft der „Förderverein für tibetische Heilkunst, Hamburg e.V. (Karma Woesel Doe-joe Ling)“ gegründet, der Rinpoches Besuche in Deutschland organisiert.
Paltul Rinpoche erhielt eine Vielzahl von Übertragungen und Ermächtigungen unter anderem von 17. Gyalwa Karmapa Urgyen Trinley Dorje, Sakya Trizin, Thrangu Rinpoche, Palden Khentse Öser und Khenpo Tsultrim Gyatso und führt eine ununterbrochene Übertragungslinie in Tibetischer Medizin fort. Sein Status und seine Kompetenzen sind sowohl vom 12. Tai Situ Rinpoche als auch vom 17. Gyalwa Karmapa Urgyen Trinley Dorje urkundlich beglaubigt, was nach westlichen Maßstäben ungefähr dem Rang eines Professors entspricht.